# 파이널 레시피
《파이널 레시피》(영어: Final Recipe)는 한국과 태국에서 제작된 김진아 감독의 2013년 드라마 영화이다. 미셸 요, 헨리 등이 출연하였다.

## 출연
- 미셸 요
- 헨리
- 친 한
- 보비 리
- 사하작 분타나낏